# NGC 2326
NGC 2326 (również PGC 20218 lub UGC 3681) – galaktyka spiralna z poprzeczką (SBb), znajdująca się w gwiazdozbiorze Rysia. Odkrył ją William Herschel 9 lutego 1788 roku.